# Helman Mkhalele
Helman Mkhalele (Newcastle, 20 ottobre 1969) è un ex calciatore sudafricano, di ruolo centrocampista.

## Palmarès

### Club

#### Competizioni nazionali
- Campionato sudafricano (NSL): 1

Orlando Pirates: 1994
- Coppa del Sudafrica: 2

Jomo Cosmos: 1990
Orlando Pirates: 1996
- Coppa di Lega sudafricana: 1

Jomo Cosmos: 2005

#### Competizioni internazionali
- CAF Champions League: 1

Orlando Pirates: 1995
- Supercoppa CAF: 1

Orlando Pirates: 1996

### Nazionale
- Coppa d'Africa: 1

Sudafrica 1996